# 陈季冰
陈季冰（1967年12月15日—），中华人民共和国记者、新闻评论家，上海市徐汇区人。

## 生平
陈季冰1990年7月在同济大学热能工程系获工学学士学位，1992年7月在复旦大学新闻学院获文学学士第二学士学位。自复旦大学毕业后，陈季冰入职上海文汇报社，在经济部担任记者、编辑，后升任文汇报财经新闻版主编兼经济观察专刊主编、经济部主任助理。2002年1月，他转往《上海经济报》（即后来的《第一财经日报》）任职，任副总编辑。2003年3月，他回到文汇新民联合报业集团，参与创办《东方早报》，出任副主编，主管财经新闻与评论工作。其后，他到上海商报社工作，担任上海商报副总编、评论版主编。
2008年，文汇出版社出版了他的时政评论文集《下一站：中国》。